# 福岡市立元岡小学校

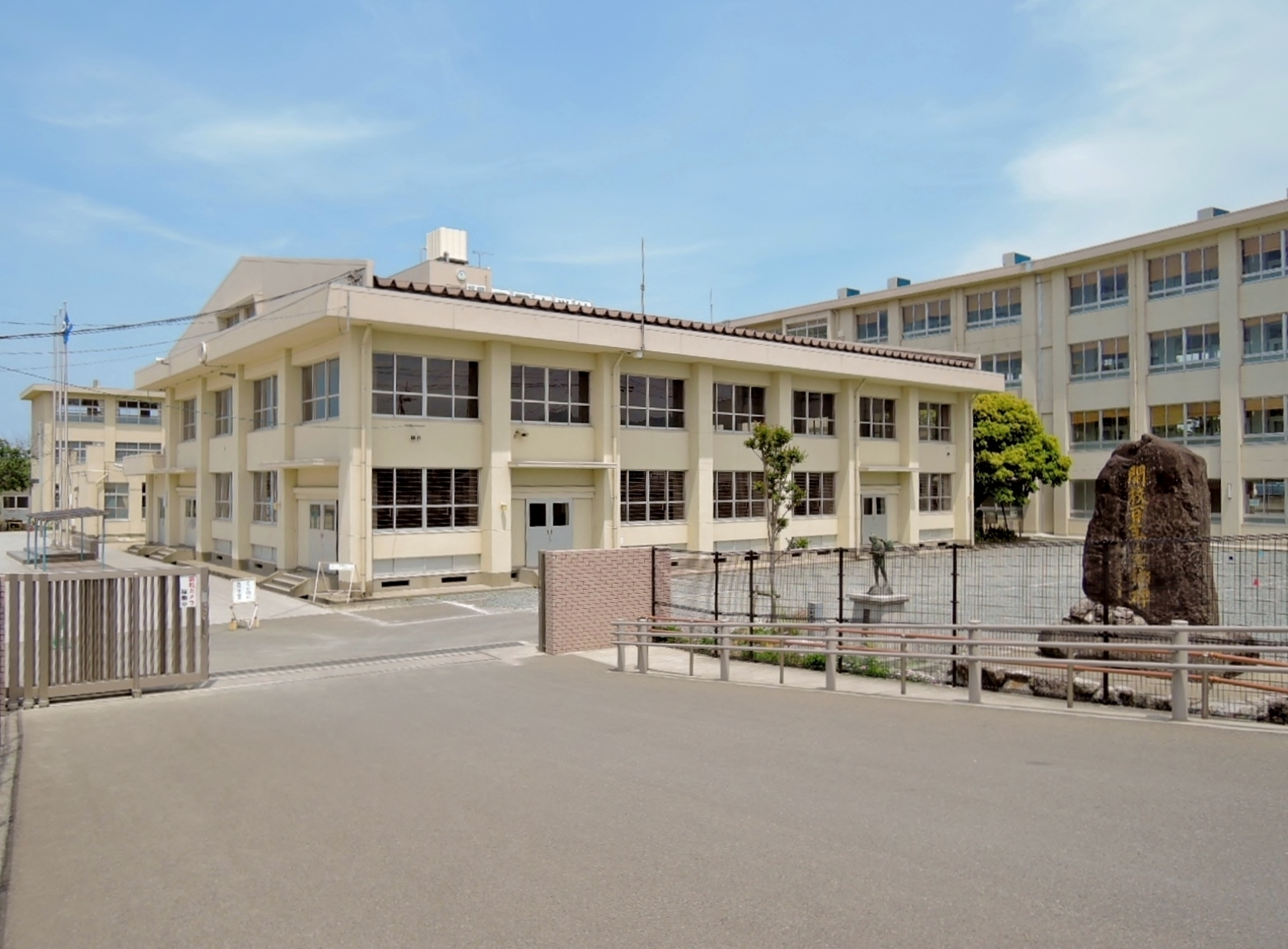
福岡市西区の福岡市立元岡小学校

福岡市立元岡小学校（ふくおかしりつ もとおかしょうがっこう）は、福岡県福岡市西区太郎丸にある公立小学校。

## 沿革
- 1876年（明治9年） - 田尻小学校創立
- 1898年（明治31年） - 怡土村、周船寺村、今宿村、今津村、元岡村の五ケ村で高等小学校設置
- 1917年（大正6年） - 五ケ村組合高等小学校を廃止し、元岡尋常高等小学校と改称
- 1941年（昭和16年） - 糸島郡元岡国民学校と改称
- 1947年（昭和22年） - 元岡村立元岡小学校と改称
- 1961年（昭和36年） - 元岡村の福岡市への編入により福岡市立元岡小学校となる

## 通学区域
- 福岡市西区のうち、以下の区域[1]
  - 周船寺1丁目13番(25号、28号)、2丁目19番、20番
  - 学園通1丁目-3丁目
  - 北原2丁目14番
  - 大字桑原全域
  - 大字元岡全域
  - 元浜1丁目-4丁目
  - 田尻1丁目-3丁目
  - 田尻東1丁目~4丁目(ただし3丁目2550~2554、 2557~2567、2570番12を除く)
  - 丸川1丁目-2丁目
  - 太郎丸1丁目-4丁目
  - 大字太郎丸全域
  - 九大新町全域
  - 泉1丁目-3丁目
  - 富士見1丁目-3丁目

校区は元岡や田尻、太郎丸など福岡市西端部の一帯。農地が多い一方で、周船寺駅北側には新興住宅地の広がる泉・富士見地区もある。また、校区内に九州大学伊都キャンパスが立地し、キャンパス周辺の開発が進んでいる。
中学校は元岡中学校の校区。

### 校区が隣接する小学校
- 福岡市立今津小学校
- 福岡市立玄洋小学校
- 福岡市立西都小学校
- 福岡市立周船寺小学校
- 福岡市立北崎小学校
- 糸島市立波多江小学校
- 糸島市立東風小学校
- 糸島市立桜野小学校

### 校区内の主な施設
- 元岡幼稚園
- 福岡市立元岡中学校
- 福岡県立玄洋高等学校
- 九州大学伊都キャンパス

## 校歌
- 作詞：笠政雄
- 作曲：安永武一郎